# Njupeskär
Njupeskär est une chute d'eau située dans le comté de Dalécarlie en Suède. Avec une hauteur totale de 93 m dont une chute libre de 70 m, c'est la plus haute chute du pays. Cette cascade constitue la principale attraction du parc national de Fulufjället.